# Bantawa jezik
Bantawa jezik (bantaba, bantawa dum, bantawa rai, bantawa yong, bantawa yüng, bontawa, kiranti; ISO 639-3: bap), istočnokirantski jezik, šire kirantske skupime mahakirantskih jezika, kojim govori oko 371 000 ljudi (2001 popis) u istočnom Nepalu, te nešto u Butanu; ukupno 390 200.
Ovim jezikom govore pripadnici etničke grupe Bantawa Rai naseljeni u distriktima Morang, Dhankuta, Bhojpur, Sunsari, Sankhuwasawa, Khotang, Udayapur, Jhapa, Panchthar i Ilam. Postoji nekoliko dijalekata: sjeverni (dilpali), južni (hatuwali ili hangkhim), istočni (dhankuta) i zapadni (amchoke, amchauke) s pod-dijalektima sorung i saharaja.
Piše se na dewanagariju; Filmovi, časopisi, etc.

## Vanjske poveznice
- Ethnologue (14th)
- Ethnologue (15th)